# Ekaterina Maximova
Ekaterina Maximova, em russo Екатерина Максимова, (Moscou,1 de fevereiro de 1939 — Moscou, 28 de abril de 2009) foi uma bailarina russa. Formada pelo Bolshoi Theatre School, sendo aluna de Elizaveta Gerdt. Maximova apresentou-se pelo Balé Bolshoi entre 1958 e 1980 com seu parceiro e marido Vladimir Vasiliev. Foi preparada por Galina Ulanova, e depois preparou a estrela Svetlana Lunkina. Faleceu quando era uma técnica de balé e membro da faculdade GITIS Institute. Seu repertório inclui: Giselle, A Bela Adormecida, Cinderella, Don Quixote, Spartacus, Paganini, Nutcracker e Stone Flower.